# Зорница София
Зорница Недялкова Попганчева (по прякор Зорница София) е българска художничка и режисьорка на документални и игрални филми.

## Биография
Родена е на 22 юли 1972 година в София.
Завършила е живопис при проф. Андрей Даниел в Националната художествена Академия в София.
Тя е специализант на проф. Людмил Стайков, магистър на изящните изкуства от НХА София, специализирала реклама в Америкън Юнивърсити, Вашингтон, учила и в Училището за визуални изкуства в Ню Йорк.
Има над 50 изложби и фестивални участия по цял свят, с видео арт, инсталации, пърформанси и живопис. През 1996 г. организира реставрацията на параклиса в Софийския централен затвор.
Специализира кино режисура в НАТФИЗ „Кр. Сарафов“ с художествен ръководител академик Людмил Стайков. Нейният дипломен филм „Мила от Марс“ печели многобройни награди на национални и международни фестивали. През април 2009 г. по кината тръгва нейният втори филм „Прогноза“.
Зорница София реализира и документалните филми „Смъртта и целия път обратно“ (2005 г.) и „Модус вивенди“ (2007 г.) През 2017 г. прави филма „Воевода“ – историята на Румена войвода. В него освен режисьор и изпълнява и главната роля.

## Филмография
Като сценарист и режисьор
- Мила от Марс (2004)
- Воевода (2016)

Като актриса
- Воевода (2016) – Румена войвода